# 43 Leonis
43 Leonis är en orange jätte i stjärnbilden Lejonet.
43 Leonis har visuell magnitud +6,08 och är svagt synlig för blotta ögat vid god seeing. Den befinner sig på ett avstånd av ungefär 230 ljusår.